# Stazione di Bari Zona Industriale
Stazione di Bari Zona Industriale vasútállomás Olaszországban, Bari településen.

## Vasútvonalak
Az állomást az alábbi vasútvonalak érintik:
- Ancona–Lecce-vasútvonal

## Kapcsolódó állomások
A vasútállomáshoz az alábbi állomások vannak a legközelebb:
- Stazione di Bari Palese Macchie
- Stazione di Bari Centrale